# ساتورو ياسودا
ساتورو ياسودا (باليابانية: 安田覚؛ بالكانا: やすだ さとる) هو منافس ألعاب قوى ياباني، ولد في 27 يوليو 1975.

## وصلات خارجية
- ساتورو ياسودا على موقع الاتحاد الدولي لألعاب القوى (الإنجليزية)